# Toppbodtjärnen
Toppbodtjärnen är en sjö i Nordanstigs kommun i Hälsingland och ingår i Ljungan-Gnarpsåns kustområde.